# Vlasovo
Vlasovo (en serbe cyrillique : Власово) est un village de Serbie situé dans la municipalité de Prokuplje, district de Toplica. Au recensement de 2011, il comptait 19 habitants.

## Démographie
| 1948 | 1953 | 1961 | 1971 | 1981 | 1991 | 2002 | 2011 |
| ---- | ---- | ---- | ---- | ---- | ---- | ---- | ---- |
| 584  | 640  | 572  | 412  | 226  | 137  | 68   | 19   |

|  |